# Rosette Rochon
Pour les articles homonymes, voir Rochon.
Rosette Rochon, née Rosette Marie-Louise Rochon vers 1767 et morte en 1863, femme d'affaires louisianaise.

## Biographie
Rosette Marie-Louise Rochon (son nom est parfois orthographié "Rochen") est la fille de Marianne, une esclave mulâtre, et de Pierre Rochon, riche planteur et premier armateur de Mobile, d'origine canadienne, installé sur une vaste plantation le long de la rivière au Chien. Ses grands-parents étaient Charles Rochon et Henriette Colon, fille de Catherine Exipakinoea, elle-même née d'un père huron de la région des grands lacs.
Rosette Rochon n’a que 5 ans quand meurt son père. Sa mère s’installe dans la petite ville portuaire de La Nouvelle-Orléans, dans ce qui deviendra le Vieux Carré, en achetant une maison sur l'actuelle Rue Saint-Philip.
Très jeune, elle sert Jean Baptiste Hardy de Bois Blanc, qui devient son amant. Leur fils Donatien Hardy, qui deviendra ministre du gouvernement haïtien après l'indépendance, naît à Saint-Domingue. La famille fuit l'insurrection des esclaves, au cours de laquelle son mari est tué, probablement vers 1797. Revenue en Louisiane, elle se lie alors avec Joseph Forstall.
Marie Laveau, Jean Lafitte, le spéculateur immobilier Laurent Ursain Guesnon et le leader de la communauté noire Jean-Louis Dolliole font partie de ses relations d'affaires. Elle investit dans des magasins d’alimentation, l’élevage, les prêts financiers, le commerce des esclaves et l’immobilier.
Elle fut une des premières à investir en 1806 dans le Faubourg Marigny acheté à Bernard de Marigny, considéré comme un original car il refusait de vendre les parcelles de son ancienne plantation à des personnes ne parlant pas français et non catholiques, si bien que très rapidement la population du quartier fut essentiellement composées par des réfugiés français de Saint-Domingue en Amérique, fuyant l'insurrection de 1793 et des personnes de couleur libres.
Rosette Rochon est décédée à La Nouvelle-Orléans le 5 mars 1863 à l’âge de 97 ans, laissant à ses héritiers une fortune évaluée aujourd’hui à plus d’un million de dollars.